# Ostrya knowltonii
Ostrya knowltonii är en björkväxtart som beskrevs av Charles Sprague Sargent. Ostrya knowltonii ingår i släktet Ostrya och familjen björkväxter. Inga underarter finns listade.
Arten förekommer i USA i delstaterna Arizona, Texas, Utah och New Mexico. Den växer i bergstrakter mellan 1200 och 2300 meter över havet. Ostrya knowltonii är vanligen utformad som ett upp till 18 meter högt träd. Trädet hittas vanligen vid vattendrag där det ingår i skogar som domineras av tallar, en och ekar. På bergstoppar växer arten ofta bredvid gultall och douglasgran. Andra träd som ofta ingår i samma skogar är Arbutus texana, Pinus strobiformis, Quercus muehlenbergii och Acer grandidentatum.
Delar av beståndet hotas av bränder. Hela populationen anses vara stabil. IUCN listar arten som livskraftig (LC).